# Малый противолодочный корабль проекта 23420
Малые противолодочные корабли проекта 23420 — российский проект малого противолодочного корабля, разработанный ЦМКБ «Алмаз». Предназначены для ведения боевых действий против подводного, надводного и воздушного противника, охранения пунктов базирования кораблей, поражения береговых объектов артиллерийским оружием, для охраны государственной границы и экономической зоны.

## Радиоэлектронное вооружение
По данным ЦМКБ «Алмаз», новый корабль будет оснащаться боевой информационно-управляющей системой «Сигма-Э», которая будет контролировать работу всех прочих средств. За обнаружение целей и выдачу целеуказания должна отвечать радиолокационная станция «Позитив-МЭ1.2». Также предусматривается применение инерциальной навигационной системы «Горизонт-25», аппаратуры радиолокационного опознавания типа 67Р «Пароль» (два комплекта) и системы совместного безопасного применения оружия «Блокировка». Помимо «Горизонта-25» в составе навигационного комплекса корабля должна присутствовать морская интегрированная малогабаритная система навигации и стабилизации (МИМСНИС) «Кама-НС-В».

## Артиллерийское вооружение
Артиллерия в новом проекте представлена одной установкой АК-176МА с орудием калибра 76 мм и одной зенитной системой АК-306 калибра 30 мм. Боекомплект 76-мм установки составляет 152 выстрела, в укладках 30-мм системы хранится до 500 снарядов. Артиллерийская установка большего калибра монтируется перед надстройкой и имеет характерный граненый кожух, снижающий радиолокационную заметность. Расположение зенитной АК-306 пока вызывает вопросы. По-видимому, ее планируется монтировать в кормовой части надстройки.
Также ствольные системы корабля представлены двумя крупнокалиберными пулеметами. Это оружие с боекомплектом 2000 патронов должно располагаться на тумбовых установках по бортам надстройки.